# Aharon ben Jichak
Aharon ben Jichak (18. század – 19. század) rabbi

## Élete
Működését vándorszónokként kezdte, mint ilyen bejárta Magyarországot és Csehországot. 1782-ben lett Eleazar Kalir utóda a rohonci rabbiszékben. Itt adta ki híres homíliáit, amelyek „Bész Aharon" címen jelentek meg 1786-ban Sulzbachban. 20 éven át tevékenykedett Rohoncon, azután Palesztinába vándorolt ki, ahol elhunyt.